# Laevipilina
Laevipilina is een geslacht van weekdieren uit de familie van de Neopilinidae.

## Soorten
- Laevipilina antarctica Warén & Hain, 1992
- Laevipilina cachuchensis Urgorri, García-Álvarez & Luque, 2005
- Laevipilina hyalina (McLean, 1979)
- Laevipilina rolani Warén & Bouchet, 1990
- Laevipilina theresae Schrödl, 2006